# Taken 3
Taken 3 (bra: Busca Implacável 3; prt: Taken 3) é um filme francês de 2015, dos gêneros ação e suspense, dirigido por Olivier Megaton estrelado por Liam Neeson e Maggie Grace.
É a segunda sequencia de Busca Implacável (2008).

## Elenco principal
- Liam Neeson como Bryan Mills, um agente de inteligência aposentado
- Forest Whitaker como Frank Dotzler, um inspetor da Polícia de Los Angeles que lidera a perseguição a Bryan
- Maggie Grace como Kim Mills, filha de Bryan
- Famke Janssen como Lenore Mills-St John, ex-mulher de Bryan
- Dougray Scott como Stuart St John, atual marido de Lenore (interpretado por Xander Berkeley no filme original)
- Leland Orser como Sam
- Sam Spruell como Oleg Malankov, um mafioso russo
- Jon Gries como Casey
- David Warshofsky como Bernie (papel antes de D.B. Sweeney)
- Jonny Weston como Jamie, o namorado de Kim (interpretado por Luke Grimes no segundo filme)
- Don Harvey como Detetive Garcia
- Dylan Bruno como Detetive Smith
- Al Sapienza como Detetive Johnson